# Чемпионат Украины по русским шашкам среди мужчин 2014
Чемпионат Украины по русским шашкам среди мужчин прошёл одновременно с женским турниром в городе Днепропетровск с 11 по 21 декабря 2014 года. Соревнования прошли в трёх программах: классическая, быстрая и молниеносная.
классическая программа
В турнире среди мужчин за звание чемпиона Украины сражались 12 участников. Среди них 2 гроссмейстера: Валерий Гребёнкин, Сергей Бойко. Последний и стал чемпионом. Харьковчанин набрал 16 очков из 22. Серебро завоевал международный мастер Евгений Ивашко (Днепропетровская область) — 15 очков. По 14 набрали двое, и поэтому для определения третьего места потребовалось обратиться к дополнительным критериям. Коэффициент оказался равным и по наибольшему количеству побед бронзу «ушла» стал мастер спорта Анатолий Панченко (Днепропетровская область), гроссмейстер Валерий Гребёнкин лишь 4 место. Феликс Шепель, занявший 7 место, выполнил норму мастера спорта
Быстрая программа
19-20 декабря прошли турниры по быстрым шашкам.
21 участник, 1 гроссмейстер — Валерий Гребёнкин.
Швейцарская система, 8 туров.
Призовые тройки:
Феликс Шепель (Днепропетровская область) — 13 очков,
 Богдан Панченков (Запорожская область) — 11 очков,
 Сергей Компаниец (Киев) — 11 очков.
Ещё 11 очков набрали: 4 место — Валерий Гребёнкин, 5 место — Вадим Лапин.
Места распредились по коэффициенту.
Молниеносная программа
21 декабря прошли турниры по блицу.
Швейцарская система, 8 туров.
21 участник, 1 гроссмейстер — Валерий Гребёнкин.
Призовые тройки:
 Евгений Ивашко (Днепропетровская область) — 12 очков,
 Денис Шкатула (Винницкая область) — 12 очков,
 Феликс Шепель (Днепропетровская область) — 11 очков.
11 очков набрал также Богдан Панченков (Запорожская область), уступивший по коэффициенту бронзу.